# Wilhelm Martin (kunsthistoricus)

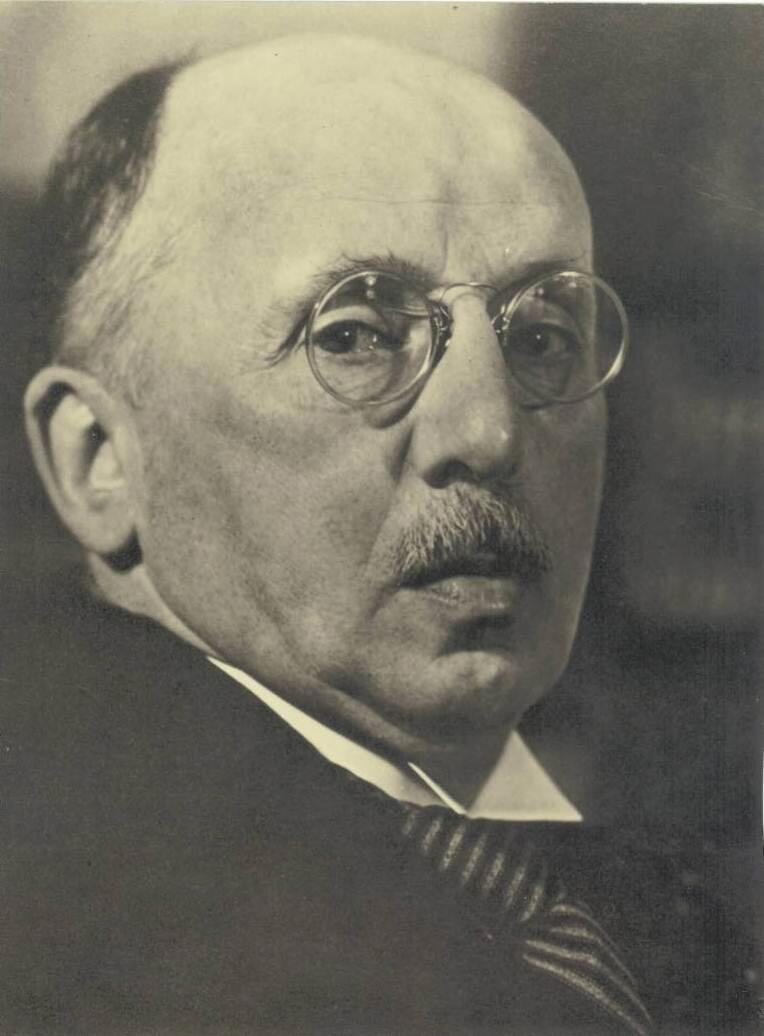
Wilhelm Martin (1933)

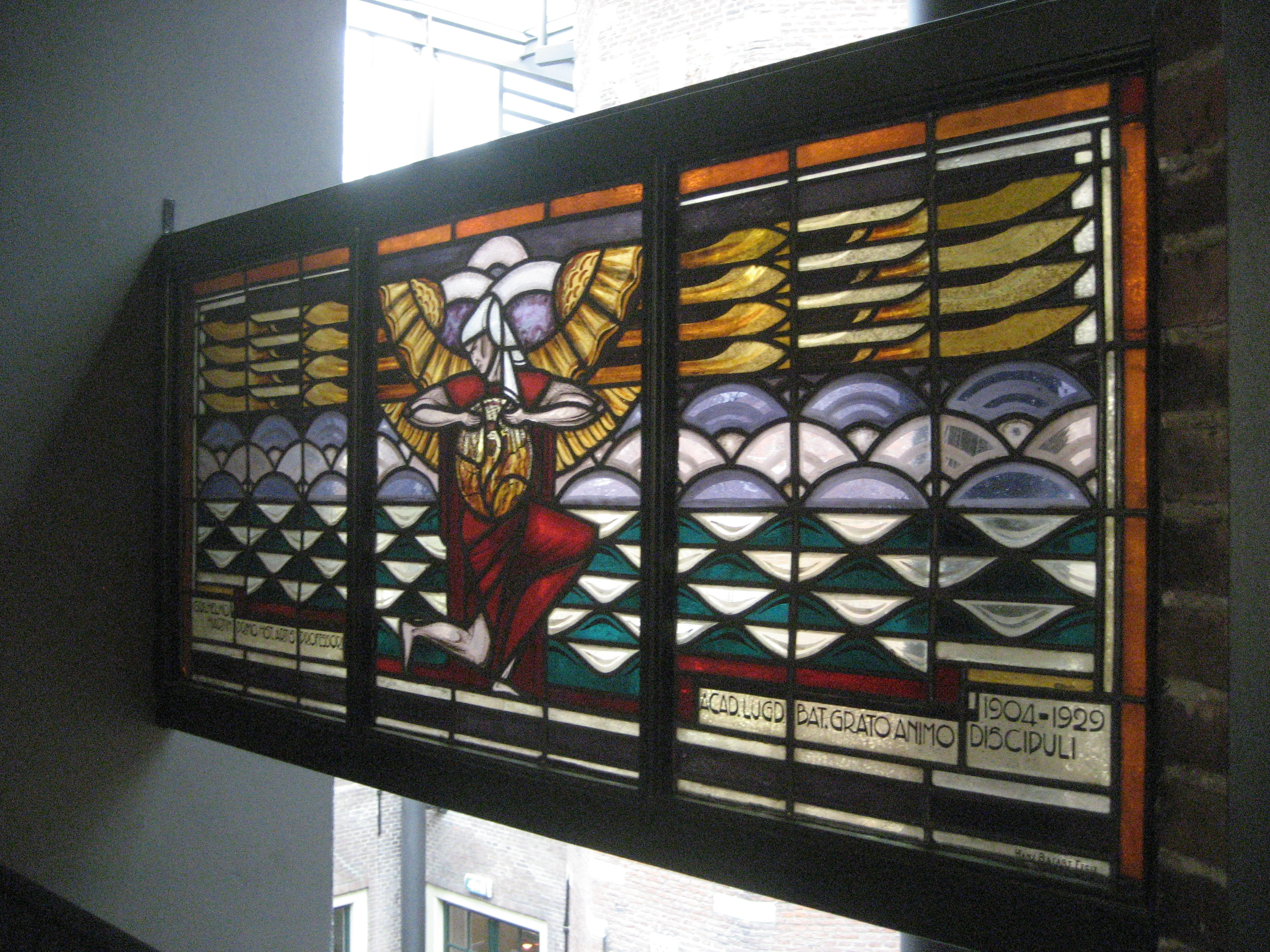
Honoris Guilhelmo Martin, door Hans Basart (Academiegebouw (Leiden)

Wilhelm Martin (Quakenbrück, 20 juni 1876 - Den Haag, 10 maart 1954) was een als Duitser geboren kunsthistoricus. In 1901 naturaliseerde hij tot Nederlander. Van 1909 tot het eind van de Tweede Wereldoorlog in 1945 was hij algemeen directeur van het Mauritshuis in Den Haag. In dezelfde plaats was hij van 1934 tot 1954 directeur van het Museum H.W. Mesdag.

## Biografie
Wilhelm Martin groeide vanaf 1877 in Leiden op, waar zijn vader Karl Martin professor in de geologie aan de Universiteit Leiden was. Van 1894 tot 1899 studeerde hij in Leiden en promoveerde daar in 1901 op een proefschrift over de schilder Gerard Dou.
Vanaf 1901 was hij adjunct-directeur van het Mauritshuis in Den Haag onder Abraham Bredius; van 1909 tot 1945 was hij zelf directeur van dit museum. Van 1907 tot 1946 doceerde Martin ook als buitengewoon hoogleraar in de kunstgeschiedenis aan de Universiteit Leiden. In 1935 werd hij ook beheerder van de grafiekcollectie van de universiteit. Van 1934 tot 1954 was hij directeur van het Museum H.W. Mesdag in Den Haag.
Zijn specialisme was de Nederlandse schilderkunst van de 17e eeuw. Hij was redactielid van het Oudheidkundig Jaarboek. Toen dit in 1947 werd omgedoopt tot het Nederlands Kunsthistorisch Jaarboek, werd het eerste nummer opgedragen aan Martin.

## Publicaties
- met Ernst Wilhelm Moes: Altholländische Malerei. Gemälde von holländischen und vlämischen Meistern in Rathäusern, kleineren Museen, Kirchen, Stiften, Waisenhäusern, Senatszimmern, u.s.w., und in Privatbesitz.Klinkhardt & Biermann, Leipzig 1, 1911/12 – 2, 1913/15

## Weblinks
- Wilhelm Martin im Dictionary of Art Historians
- Universiteit Leiden